# Universidad de Illinois en Urbana-Champaign

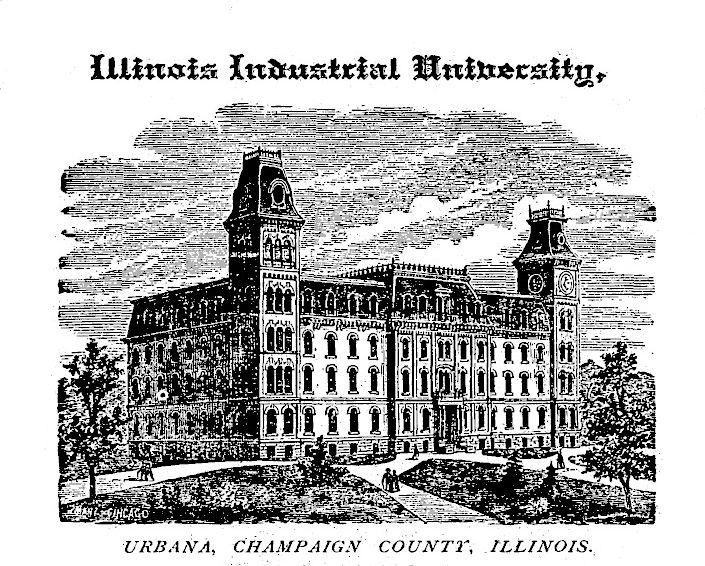
El University Hall original, que estuvo en pie hasta 1938, cuando fue reemplazado por Gregory Hall y Illini Union. Las piezas se utilizaron en la construcción de Hallene Gateway dedicada en 1998.

La Universidad de Illinois en Urbana-Champaign (en idioma inglés University of Illinois Urbana-Champaign), también conocida como UIUC o simplemente Illinois, es una universidad pública de investigación con concesión de tierras en Illinois (Estados Unidos) en las ciudades gemelas de Champaign y Urbana. Es la institución insignia del sistema de la Universidad de Illinois y fue fundada en 1867. Con más de 56,000 estudiantes de pregrado y posgrado inscritos, la Universidad de Illinois es una de las universidades públicas más grandes del país.
La Universidad de Illinois Urbana-Champaign es miembro de la Asociación de Universidades Americanas y está clasificada entre las "R1: Universidades Doctorales - Actividad investigadora muy alta". En el año fiscal 2019, los gastos de investigación en Illinois totalizaron $652 millones. El sistema de bibliotecas del campus posee la cuarta biblioteca universitaria más grande de los Estados Unidos por existencias. La universidad también alberga el National Center for Supercomputing Applications y alberga la supercomputadora más rápida en un campus universitario.
La universidad contiene 16 escuelas y colegios y ofrece más de 150 programas de estudio de pregrado y más de 100 de posgrado. La universidad tiene 651 edificios en 6370 acres (2578 ha) y su presupuesto operativo anual en 2016 fue de más de $2 mil millones. La Universidad de Illinois Urbana-Champaign también opera un parque de investigación que alberga centros de innovación para más de 90 empresas emergentes y corporaciones multinacionales, incluidas Abbott, AbbVie, Caterpillar, Capital One, Dow, State Farm, John Deere, GSI y Yahoo entre otros.
A partir de septiembre de 2022, los exalumnos, miembros de la facultad o investigadores de la universidad incluyen 30 Premios Nobel, 27 ganadores del Premio Pulitzer, dos medallistas Fields y dos ganadores del Premio Turing. Los equipos atléticos de Illinois compiten en la División I de la NCAA y se conocen colectivamente como los Illinois Fighting Illini. Son miembros de la Big Ten Conference y han ganado la segunda mayor cantidad de títulos de conferencia. Los Illinois Fighting Illini football ganaron el Rose Bowl en 1947, 1952, 1964 y un total de cinco campeonatos nacionales. Los atletas de Illinois han ganado 29 medallas en eventos olímpicos, ubicándola entre las 50 mejores universidades estadounidenses con medallas olímpicas.

## Academia
En 2022, el programa de pregrado de la Universidad de Illinois en Urbana-Champaign fue colocado en el puesto 41 a nivel nacional por U.S. News & World Report, y en el puesto 13 entre universidades públicas.
La universidad está entre las diez mejores facultades de ingeniería en Estados Unidos. Sus grados están altamente clasificados en los rankings de las universidades estadounidenses: Ingeniería Aeroespacial (n.º 7), Ingeniería Agricultural y Biológica (n.º 6), Ingeniería Química y Biomolecular (n.º 7), Ingeniería Eléctrica (n.º 4), Ingeniería de Computación (n.º 5), Ingeniería Física (n.º 2), Ingeniería Ambiental (n.º 5), Ingeniería Industrial (n.º 9), Ingeniería de Ciencia de Materiales (n.º 6), Ciencias de la Computación (n.º 5), Ingeniería Mecánica (n.º 5) e Ingeniería Civil (n.º 1).
Illinois es la institución de ingeniería más citada en todo el mundo, con el mayor número total de citas a trabajos de investigación. El departamento ha encabezado históricamente la innovación mundial en tecnología. Según el ranking U.S. News & World Report, Illinois (Grainger College of Engineering) es la #6 en pregrado y #10 en posgrado en ingeniería.

## Campus
Las principales instalaciones académicas y de investigación se dividen casi por igual entre las ciudades gemelas de Urbana y Champaign, que forman parte del área metropolitana de Champaign-Urbana. Cuatro quads principales componen el centro de la universidad y están dispuestos de norte a sur. El Cuadrángulo Beckman y el Cuadrángulo John Bardeen ocupan el centro del Campus de Ingeniería. Boneyard Creek fluye a través del Cuadrángulo John Bardeen Quadrangle, paralelo a Green Street. El Cuadrángulo Beckman, llamado así por Arnold Orville Beckman, se compone principalmente de unidades de investigación y laboratorios, y presenta un gran calendario solar que consta de un obelisco y varias fuentes de cobre. El Main Quadrangle y el South Quadrangle siguen inmediatamente después del John Bardeen Quad. El primero constituye una gran parte de la parte del campus de Artes liberales y ciencias, mientras que el segundo comprende muchos de los edificios de la Facultad de agricultura, consumo y ciencias ambientales (ACES) repartidos por el mapa del campus.
Además, los campos de investigación del Colegio de ACES se extienden hacia el sur desde Urbana y Champaign hasta Savoy y el condado de Champaign. La universidad también mantiene jardines formales y un centro de conferencias en las cercanías de Monticello en el Parque Robert Allerton.
El campus es conocido por su paisaje y arquitectura, así como por sus distintivos hitos. Fue identificado como una de las 50 "obras de arte" de colegios o universidades por T.A. Gaines en su libro The Campus as a Work of Art. El campus también tiene una serie de edificios y sitios en el Registro Nacional de Lugares Históricos de EE. UU., incluidos Harker Hall, el Observatorio Astronómico, Louise Freer Hall, la Biblioteca Principal, el Distrito Histórico Experimental Dairy Farm y Morrow Plots. El Aeropuerto Willard de la Universidad de Illinois es uno de los pocos aeropuertos propiedad de una institución educativa.

## Investigación
La Universidad de Illinois Urbana-Champaign a menudo se considera un líder mundial para la ingeniería y las ciencias (tanto aplicadas como básicas).
Según la Fundación Nacional de Ciencias, la universidad gastó $ 625 millones en investigación y desarrollo en 2018, ubicándose en el puesto 37 en la nación. También figura como una de las 25 mejores universidades estadounidenses de investigación por el Center for Measuring University Performance. Además de la afluencia anual de subvenciones y proyectos patrocinados, la universidad administra una amplia infraestructura de investigación moderna. La universidad ha sido líder en educación basada en computadoras y acogió el proyecto PLATO, que fue un precursor de Internet y resultó en el desarrollo de la pantalla de plasma. Illinois fue un sitio de ARPAnet de segunda generación en 1971 y fue la primera institución en licenciar el sistema operativo UNIX de Bell Labs.